# Municipio de Saunemin
El municipio de Saunemin (en inglés: Saunemin Township) es un municipio ubicado en el condado de Livingston en el estado estadounidense de Illinois. En el año 2010 tenía una población de 666 habitantes y una densidad poblacional de 5,96 personas por km².

## Geografía
El municipio de Saunemin se encuentra ubicado en las coordenadas 40°52′56″N 88°24′45″O / 40.88222, -88.41250. Según la Oficina del Censo de los Estados Unidos, el municipio tiene una superficie total de 111.72 km², de la cual 111,72 km² corresponden a tierra firme y (0 %) 0 km² es agua.

## Demografía
Según el censo de 2010, había 666 personas residiendo en el municipio de Saunemin. La densidad de población era de 5,96 hab./km². De los 666 habitantes, el municipio de Saunemin estaba compuesto por el 97,6 % blancos, el 0,15 % eran afroamericanos, el 0,3 % eran amerindios, el 0,3 % eran asiáticos, el 0,6 % eran de otras razas y el 1,05 % eran de una mezcla de razas. Del total de la población el 3,3 % eran hispanos o latinos de cualquier raza.